# Randallophorus
Randallophorus is een geslacht van wantsen uit de familie van de Miridae (Blindwantsen). Het geslacht werd voor het eerst wetenschappelijk beschreven door Henry in 2013.

## Soorten
Het genus is monotypisch en bevat alleen de volgende soort:

- Randallophorus schuhi Henry, 2013